# ليديا نيومان
ليديا نيومان (بالألمانية: Lydia Neumann)‏ (11 نوفمبر 1986 في ألمانيا - ) هي لاعبة كرة قدم ألمانية (وحملت سابقاً جنسية ألمانيا الشرقية) في مركز الهجوم. شاركت مع منتخب ألمانيا تحت 17 سنة للسيدات لكرة القدم ومنتخب ألمانيا تحت 20 سنة للسيدات لكرة القدم ومنتخب ألمانيا تحت 21 سنة لكرة القدم للسيدات ومنتخب ألمانيا تحت 23 سنة للسيدات لكرة القدم ‏. أما مع النوادي، فقد لعبت مع SC 07 Bad Neuenahr ‏.

## وصلات خارجية
- ليديا نيومان على موقع الاتحاد الدولي (مؤرشف)  (الإنجليزية)
- ليديا نيومان على موقع قاعدة بيانات كرة القدم.إي يو (الإنجليزية)
- ليديا نيومان على موقع عالم كرة القدم.نت (الإنجليزية)